# Scleroderma meridionale
Scleroderma meridionale är en svampart som beskrevs av Demoulin & Malençon 1971. Scleroderma meridionale ingår i släktet Scleroderma och familjen rottryfflar.   Inga underarter finns listade i Catalogue of Life.